# Hum (brdo)
Brdo Hum (n.v. 207 m) nalazi se između Dola i Vrbanja, gotovo nasuprot grčke kule Maslinovik. Na njegovom se vrhu nalazi velika kamena gomila građena u suhozidu. Djelomično je uništena pokušajem pljačke. Možda se radi o urušenoj ilirskoj kuli ili o grobnom humku (tumulu).

## Crkva sv. Vida
Crkvica sv. Vida smještena je na brdu Hum, nešto zapadnije od kamene gomile. Crkva je ruševna, ali se jasno može zaključiti da se radi o predromaničkoj crkvici iz 9 - 11. st. Crkva je jednobrodna pravokutna građevina s polukružnom apsidom. Bočni zidovi su s unutrašnje strane raščlanjeni s po 3 slijepe arkade, a bila je presvođena bačvastim svodom. Južni zid crkve sačuvan je do visine od oko 0.5 m, a sjeverni u visini lukova arkada. Pripada varijanti tipične predromaničke arhitekture južne Dalmacije.
Crkvica je bila beneficij najstarijeg plemstva: Županića, Slavogosta i Kušića, a prvi puta se spominje u dokumentu iz 1395. Crkva je u 16. st. sigurno posve napuštena, s obzirom na to da ju vizitator Valerius 1579. uopće ne spominje.